# Anton Jebačin
Anton Jebačin, slovenski slikar in restavrator, * 11. marec 1850, Ljubljana, † 4. september 1927, Ljubljana.
Jebačin je bil freskant in oljni slikar, izučil se je pri Janezu Borovskem, pomagal je tudi pri Janezu Wolfu, Simonu Ogrinu, Juriju Šubicu in Josipu Kastnerju. V Šmartnem pri Litiji je poslikal notranjost cerkve sv. Martina. Naslikal je več križevih potov in poslikal številne kapelice. 